# Рамблер (інтернет-портал)
Рамблер (до 2016 — Rambler, в перекладі з англ. — «мандрівник», «бродяга») — російська пошукова система, медійно-сервісний інтернет-портал, що включає новинний агрегатор, тематичні вертикалі, безкоштовну поштову службу, гороскопи та різні інші сервіси. Належить Rambler Media Group. Сайт був запущений у 1996 році компанією Stack Ltd, став публічним у 2005 році.

## Історія
Рамблер працює з 1996 року. Основана компанією «Компания Стек» (Stack). У 2005 році компанія «Rambler Media Group» стала публічною, а в 2006 році була куплена компанією «Проф-Медіа». 
18 липня 2008 року було оголошено, що «Google» збирається придбати «Begun», частину «Rambler Media» і одну з найбільших російських контекстних рекламних служб за 140 мільйонів доларів, але угоду заблокувала Федеральна антимонопольна служба Росії. 
Основними конкурентами «Рамблер» на російському ринку є «Яндекс» і «Mail.ru.». Станом на липень 2013 року «Рамблер» займав 11 місце за популярністю серед російських сайтів.
У вересні 2016 року було повідомлено, що сайт був зламаний у лютому 2012 року. «LeakedSource» отримав дамп бази даних користувачів, який містив імена користувачів, паролі та облікові записи «ICQ» для понад 98 мільйонів користувачів. Було виявлено, що база даних «Рамблер» зберігала паролі користувачів у відкритому вигляді, що означає, що той, хто зламав базу даних, миттєво отримав доступ до електронних поштових скриньок усіх її користувачів. 
У квітні 2019 року «Сбербанк», найбільший кредитор Кремля, придбав частку в «Rambler Media Group» в рамках угоди, організованої російським олігархом Олександром Мамутом.  У жовтні 2020 року Сбер, небанківське крило Сбербанку, повністю контролювало групу, придбавши 45% акцій Mamut. 